# Масимено
Масимено (итал. Massimeno) је насеље у Италији у округу Тренто, региону Трентино-Јужни Тирол.
Према процени из 2011. у насељу је живело 105 становника. Насеље се налази на надморској висини од 869 м.

## Становништво
Према резултатима пописа становништва 2011. у општини је живело 124 становника.
| 1931. | 1936. | 1951. | 1961. | 1971. | 1981. | 1991. | 2001. | 2011. |
| ----- | ----- | ----- | ----- | ----- | ----- | ----- | ----- | ----- |
| 159   | 130   | 137   | 100   | 82    | 88    | 91    | 105   | 124   |